# Mont Carlisle
Pour les articles homonymes, voir Carlisle (homonymie).
Le mont Carlisle est un stratovolcan des États-Unis situé en Alaska, dans les îles Aléoutiennes.